# Мішне Тора

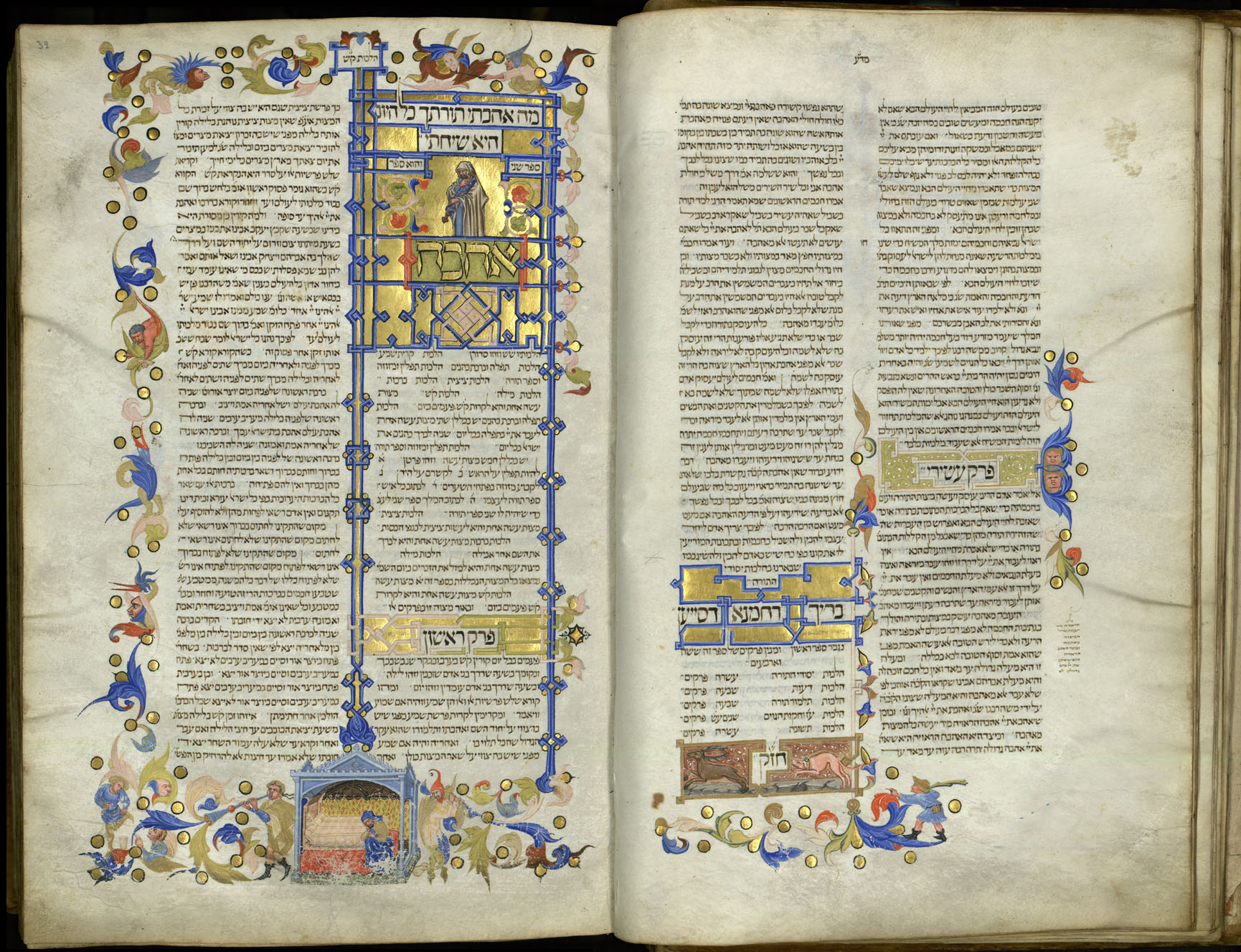
Мішне Тора

Мішне Тора— перший повний кодекс єврейського закону, написаний Маймонідом (Рамбам).
Укладачі Талмуду навмисно не впорядкували його за темами, оскільки вважали своїм головним завданням привести найбільш повне галахічне обговорення кожної проблеми. Тому вже через кілька поколінь люди, що вивчали Талмуд, потребували допомоги.
Рамбам поставив за мету написати такий путівник. Він упорядкував обговорювані теми, звівши в одне місце міркування, які  у Гемарі часто розкидані по тексту. Крім того, він опустив ті думки, які відкидаються в ході талмудичної дискусії.

## Структура книги
1. HaMadda
  1. Yesodei ha-Torah
  2. De'ot
  3. Talmud Torah
  4. Avodah Zarah
  5. Teshuvah
2. Ahavah
3. Zemanim
  1. Shabbat
  2. Eruvin
  3. Shevitat `Asor
  4. Yom Tov
  5. Hametz u-Matza
  6. Shofar ve-Lulav ve-Sukkah
  7. Shekalim
  8. Kiddush Hachodesh
  9. Taaniyot
  10. Hanukah u-Megillah
4. Nashim
  1. Ishut
  2. Geirushin
  3. Yibum va-Chalitzah
  4. Na'arah Betulah
  5. Sotah
5. Kedushah
  1. Issurei Biah
  2. Ma'akhalot Assurot
  3. Shechitah
6. Hafla'ah
  1. Shevuot
  2. Nedarim
  3. Nezirot
  4. Erachin
7. Zera'im
  1. Kilayim
  2. Aniyim
  3. Terumot
  4. Maaser
  5. Sheini
  6. Bikurim
  7. Shemittah
8. Avodah[1]
  1. Hilchot Bet HaBechirah (івр. הִלְכּוֹת בֵּית הַבְּחִירָה)
  2. Hilchot K'lei HaMikdash (івр. הִלְכּוֹת כְּלִי הַמִּקְדָּשׁ והעובדים בו)
  3. Hilchot Bi'at HaMikdash (івр. הִלְכּוֹת בִּיאַת הַמִּקְדָּשׁ)
  4. Hilchot Issurei HaMizbe'ach (івр. הִלְכּוֹת איסורי מזבח)
  5. Hilchot Ma'aseh HaKorbanot (івр. הִלְכּוֹת מעשה הקרבנות)
  6. Hilchot Temidim uMusafim (івр. הִלְכּוֹת תמידין ומוספין)
  7. Hilchot Pesule HaMukdashim (івр. הִלְכּוֹת פסולי המוקדשין)
  8. Hilchot Avodat Yom HaKippurim (івр. הִלְכּוֹת עבודת יום הכיפורים)
  9. Hilchot Me'ilah (івр. הִלְכּוֹת מעילה)
9. Korbanot[2]
  1. Hilchot Korban Pesach (івр. הִלְכּוֹת קרבן פסח)
  2. Hilchot Chagigah (івр. הִלְכּוֹת חגיגה)
  3. Hilchot Bechorot (івр. הִלְכּוֹת בכורות)
  4. Hilchot Shegagot (івр. הִלְכּוֹת שגגות)
  5. Hilchot Mechussarey Kapparah (івр. הִלְכּוֹת מחוסרי כפרה)
  6. Hilchot Temurah (івр. הִלְכּוֹת תמורה)
10. Sefer Taharah (івр. ספר טהרה)
  1. Hilchot Tumat Met (івр. הִלְכּוֹת טומאת מת)
  2. Hilchot Para Aduma (івр. הִלְכּוֹת פרה אדומה)
  3. Hilchot Tumat Zara'at (івр. הִלְכּוֹת טומאת צרעת)
  4. Hilchot Metamei Mischkaw u-Moschaw (івр. הִלְכּוֹת מטמאי משכב ומושב)
  5. Hilchot She'ar Avot haTumot (івр. הִלְכּוֹת שאר אבות הטומאות)
  6. Hilchot Tumat Ochalin (івр. הִלְכּוֹת טומאת אוכלין)
  7. Hilchot Kelim (івр. הִלְכּוֹת כלים)
  8. Hilchot Mikvaot (івр. הִלְכּוֹת מקואות)
11. Sefer Nezikim (also Sefer Nezikin; івр. ספר נזיקין)
  1. Hilchot Nizqei Mamon (івр. הִלְכּוֹת נזקי ממון)
  2. Hilchot Geneivah (івр. הִלְכּוֹת גניבה)
  3. Hilchot Gezeilah vAvidah (івр. הִלְכּוֹת גזילה ואבידה)
  4. Hilchot Hovel uMaziq (івр. הִלְכּוֹת חובל ומזיק)
  5. Hilchot Rotzeah uShmirat Nefesh (івр. הִלְכּוֹת רוצח ושמירת נפש)
12. Sefer Kinyan (івр. ספר קנין)
  1. Hilchot Mechirah (івр. הִלְכּוֹת מכירה)
  2. Hilchot Zechiyah uMatanah (івр. הִלְכּוֹת זכייה ומתנה)
  3. Hilchot Sh'chenim (івр. הִלְכּוֹת שכנים)
  4. Hilchot Shluhin v'Shutafin (івр. הִלְכּוֹת שלוחין ושותפין)
  5. Hilchot ‘Avadim (івр. הִלְכּוֹת עבדים)
13. Sefer Mishpatim (івр. ספר משפטים)
  1. Hilchot Schirut (івр. הִלְכּוֹת שכירות)
  2. Hilchot Sheilah uPiqadon (івр. הִלְכּוֹת שאלה ופקדון)
  3. Hilchot Malveh v'Loveh (івр. הִלְכּוֹת מלוה ולוח)
  4. Hilchot To'en v'Nit'an (івр. הִלְכּוֹת טוען ונטען)
  5. Hilchot Nahalot (івр. הִלְכּוֹת נחלות)
14. Sefer Shoftim (івр. ספר שופטים)
  1. Hilchot Sanhedrin (івр. הִלְכּוֹת סנהדרין והעונשין המסורים להם)
  2. Hilchot ‘Edut (івр. הִלְכּוֹת עדות)
  3. Hilchot Mamrim (івр. הִלְכּוֹת ממרים)
  4. Hilchot Evel (івр. הִלְכּוֹת אבל)
  5. Hilchot Melachim uMilhamoteyhem (івр. הִלְכּוֹת מלכים ומלחמותיהם)

### Переклад
Перша книга — «Знання»
1. Фундаментальні основи Тори
2. Закони поведінки
3. Закони вивчення Тори
4. Закони про ідолопоклонство і неєврейські звичаї
5. Закони каяття

Друга книга «Любов»
1. Закони читання Шма
2. Закони молитви та благословення священиків
3. Закони тфілін, мезузи і сувою Тори.
4. Закони ціціт
5. Закони благословень
6. Закони обрізання

Третя книга «Пори»
1. Закони Суботи
2. Закони еруви
3. Закони Судного дня
4. Закони Свят
5. Закони квасного і маци
6. Закони шофару, сукки і лулави
7. Закони півшекеля
8. Закони освячення нового місяця
9. Закони постів
10. Закони читання Мегіли і Хануки.

Четверта книга «Жінки»
1. Закони шлюбу
2. Закони розлучення
3. Закони шлюбу і розлучення
4. Закони про заручену незайману
5. Закони про підозрювану в невірності

П'ята книга «Святість»
1. Закони заборонених статевих зв'язків
2. Закони забороненої їжі
3. Закони ритуального забою худоби і птиці

Шоста книга — «Зобов'язання»
1. Закони клятв
2. Закони обітниць
3. Закони Назореїв
4. Закони посвячення Храму

Сьома книга «Насіння»
1. Закони про заборону змішання
2. Закони пожертвувань бідним
3. Закони труми, що належить священикам
4. Закони першої десятини
5. Закони другої десятини і плодів четвертого року
6. Закони приношення перших плодів врожаю і підношень священикам
7. Закони суботнього та ювілейного років

Восьма книга «Служіння»
1. Закони Храму
2. Закони храмового начиння і служіння в Храмі (Глави 1, 2, 3, 4 [Архівовано 27 листопада 2015 у Wayback Machine.], 5, 6, 7, 8, 9, 10)
3. Закони входу до Храму
4. Закони про тварин для жертвоприношень
5. Закони принесення жертвоприношень
6. Закони щоденних і додаткових жертвоприношень
7. Закони про жертвопринесення, непридатні для їжі
8. Закони храмової служби у Судний день
9. Закони використання майна, присвяченого Храму

Дев'ята книга «Жертвопринесення».
1. Закони пасхальної жертви
2. Закони святкової жертви
3. Закони про первенців тварин
4. Закони про жертву за гріх ненавмисний
5. Закони про людину, яка не отримала спокути
6. Закони про заміну жертовних тварин

Десята книга «Чистота»
1. Закони ритуальної нечистоти, породжуваної мертвим
2. Закони червоної корови
3. Закони ритуальної нечистоти, породжуваної хворобою «проказа»
4. Закони ритуальної нечистоти, предмета, на якому сидять або лежать
5. Закони інших джерел ритуальної нечистоти
6. Закони про ритуальну нечистоту їжі
7. Закони судин
8. Закони мікви

Одинадцята книга — «Збитки»
1. Закони про збитки (майно)
2. Закони про крадіжку
3. Закони про розбій і втрачені речі
4. Закони про тілесні ушкодження
5. Закони про вбивство і захист життя

Дванадцята книга — «Майно»
1. Закони продажу
2. Закони придбання у володіння і дарування
3. Закони про сусідів
4. Закони про посланців і компаньйонів
5. Закони про рабів

Тринадцята книга — «Закони»
1. Закони найманих працівників
2. Закони позичання та зберігання
3. Закони грошових позичок
4. Закони позовів
5. Закони успадкування

Чотирнадцята книга — «Судді»
1. Закони про Санхедріна і покарання, які він застосовує
2. Закони про свідків
3. Закони про ослушниках
4. Закони жалоби
5. Закони про царів і ведення воєн